# EDTV
EDTV o Enhanced Definition Television és un format de televisió que va aparèixer per resoldre les mancances de la televisió estàndard o SDTV, visibles sobretot en les televisions modernes, amb pantalles de gran mida.

## Història
Des de la dècada dels 60 fins fa 10 o 15 anys, l'únic format de televisió ha estat l'SDTV, ja que en tot aquest temps, les limitacions de l'electrònica dels aparells de televisió, unida la poca mida de la diagonal de les seves pantalles (com a molt de 21 a 25 polzades) no feien necessari l'ús de sistemes de prestacions superiors i 480 o 575 línies (en funció del format) entrellaçades eren suficients.
Tanmateix, la generalització de pantalles cada vegada més grans, junt amb l'aparició dels sistemes digitals, van evidenciar les limitacions de la TV analògica i una imatge que en un aparell de 14 polzades es veia correcte, mostrava greus mancances en un altre de 30, que tenia una àrea quatre vegades superiors.
Aquestes limitacions es mostraven en forma d'aliasings temporals (parpelleig de la imatge) i la sensació d'estar contemplant una imatge borrosa i inestable (a causa de la poca resolució del senyal i a què televisions de gran mida, obliguen a visualitzar la imatge des de més a prop).
Les limitacions anteriors van incentivar els fabricants a dissenyar i fabricar sistemes que ampliessin les capacitats de la SDTV i el primer d'aquests sistemes va ser l'EDTV.
Aquest sistema actualment és el més estès, utilitzat en el DVD, la TDT, la TV per satèl·lit, les càmeres miniDV o les videoconsoles i ha relegat la SDTV a les emissions analògiques.

## Característiques tècniques
Com a característica principal, EDTV incorpora l'eliminació de l'entrellaçat en l'exploració de la imatge. Aquesta característica millora sensiblement la qualitat, eliminant l'aliasing espacial i temporal associat als sistemes SDTV. També és el principal motiu pel qual la qualitat de l'EDTV és clarament superior a la SDTV.
Les seves principals característiques són:
- Resolució de 480p o 575p
- Relació d'aspecte de 4:3 o 16:9
- 24 o 25 imatges per segon

Taula comparativa dels diferents sistemes SDTV, EDTV i HDTV
El sistema més estès que usa aquest format és el DVD, que treballa a una resolució de 854 x 480 en format progressiu. Tanmateix, per tal de disposar d'aquest format, és necessari a més que el reproductor envii a la televisió un senyal progressiu (molts l'envien en SDTV, per tant entrellaçat) i que la televisió també sigui capaç de treballar en aquest format.
La EDTV es considera adequada sobretot per pantalles de mida inferior a les 30 o 40 polzades de diagonal, ja que a partir d'aquestes mides, sobretot si es vol mirar la pantalla des de prop, és necessari utilitzar el format HDTV (720p o 1080i/p).

## El futur de la EDTV
Actualment la EDTV és el sistema més estès, a pesar de ser també el més desconegut, degut sobretot a què sovint es confon amb la SDTV i a què els fabricants de sistemes audiovisuals estan incentivant el mercat a què faci el pas a HDTV i a què es desprengui de tots els sistemes SDTV i EDTV, que conformen la majoria d'aparells instal·lats.
Així, exceptuant la televisió analògica, tots els sistemes actuals funciones amb EDTV. Aquesta situació és d'esperar que no variï gaire en els pròxims 3 o 4 anys, ja que malgrat que a partir de 2007 s'estendran els sistemes HDTV HDDVD i BRD i també sortiran al mercat videoconsoles de nova generació que poden generar imatges HDTV, la resta de sistemes, com televisors, TDT i televisió per satèl·lit·lit encara tardaran uns anys a passar a HDTV.
El motiu principal és la gran quantitat d'aparells SDTV i EDTV instal·lats i el fet que, sobretot els últims, han estat adquirits en els últims 4 o 5 anys i no serà fàcil pels fabricants convèncer els consumidors que els tornin a canviar, sobretot si es té en compte que per diagonals de pantalla inferiors a les 30 polzades (la gran majoria d'aparells) la diferència de qualitat entre un sistema EDTV i un HDTV es fa difícil d'apreciar a causa de les limitacions del sistema visual humà.

## Consoles de videojocs
La resolució de les consoles de videojocs va arribar a la EDTV amb la Sega Dreamcast, la primera consola del mercat amb sortida VGA, que donava suport a la EDTV. Les consoles PlayStation 2, Nintendo GameCube, Microsoft Xbox i Nintendo Wii també són compatibles amb aquest format. Les consoles de la següent generació, la Xbox 360 i la PlayStation 3 van introduir l'alta definició, però encara podien reproduir-se en el formar EDTV a través de cables per components.